# Coenraad Samuel Nijsingh

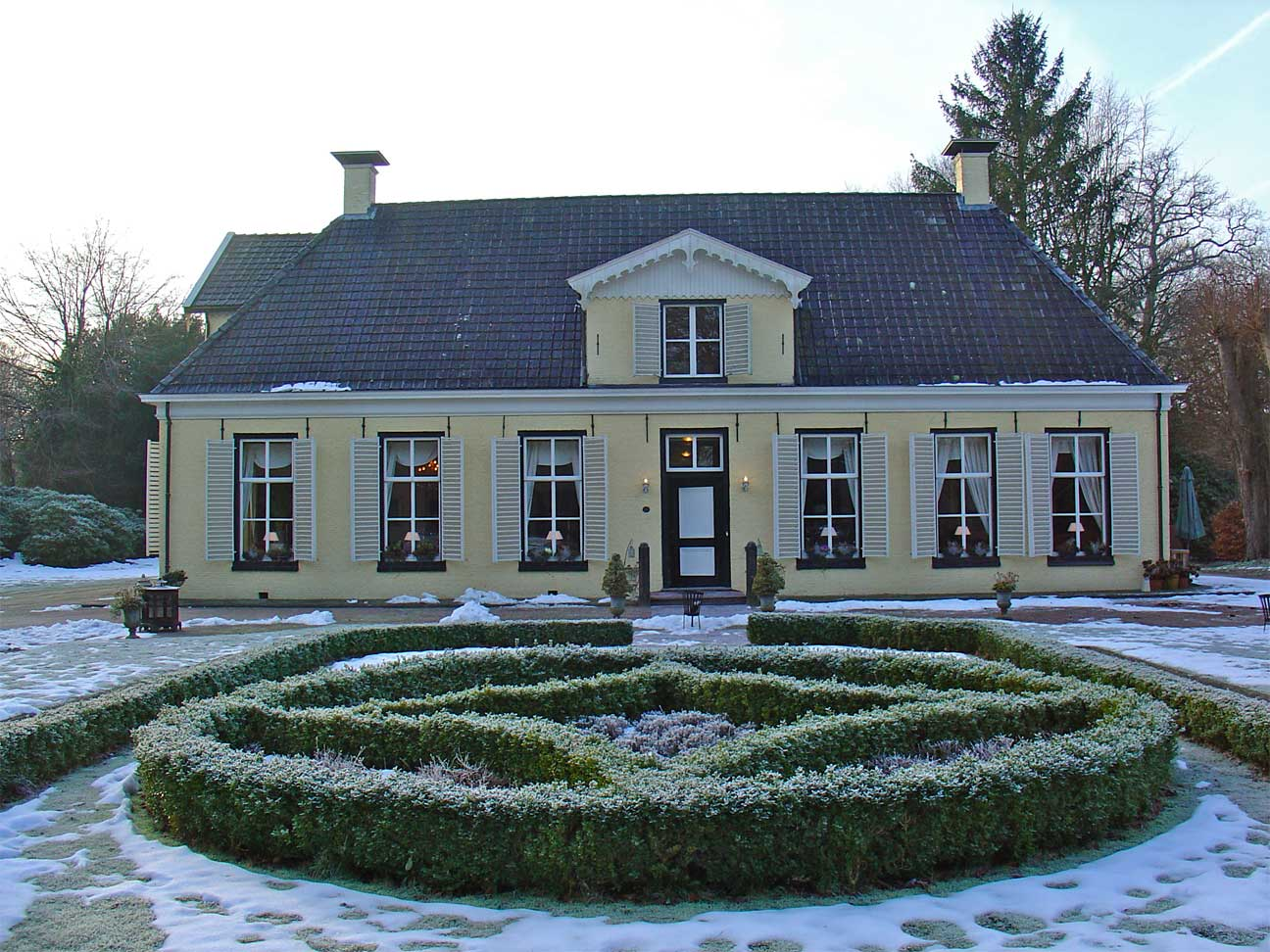
Het tegenwoordige Huis Lemferdinge in het vroegere schathuis van de havezate Lemferdinge

Coenraad Samuel Nijsingh (11 november 1708 - na 1794) was schulte van Anloo, Gieten en Zuidlaren, ette, landschapssecretaris van de Landschap Drenthe en gedeputeerde van Drenthe.

## Leven en werk
Mr. Nijsingh was een zoon van de secretaris van de Landschap Drenthe  Samuel Nijsingh en Theodora Elisabeth Ellents. Hij studeerde vanaf 3 juni 1726 rechten aan de universiteit van Groningen. Daarvoor was hij al op minderjarige leeftijd in 1725 benoemd tot schulte van Anloo, Gieten en Zuidlaren. Deze functie vervulde hij tot 1741. Vervolgens was hij van 1741 tot 1785 ette. Na het overlijden van zijn vader werd hij in 1741 in diens plaats benoemd tot landschapssecretaris van de Landschap Drenthe. In 1746 werd Nijsingh gekozen tot gedeputeerde van Drenthe.  Nijsingh trouwde op 2 augustus 1747 met zijn nicht Suverdina Cornelia Nijsingh, dochter van de Drentse gedeputeerde Ubbo Nijsingh en Anna Clare Wychgel. 

## Financiële problemen
Nijsingh verkreeg na het overlijden van zijn vader in 1740 Vennebroek in Anloo, dat in het bezit was geweest van de familie Ellents. Hij heeft er enkele jaren gewoond, maar ruilde in 1746 dit landgoed voor Vennebroek in Paterswolde. Door financiële problemen geteisterd moest Nijsingh Vennebroek alweer in 1752 verkopen. Hij trok in bij zijn moeder die na het overlijden van haar man op Lemferdinge in Paterswolde was blijven wonen. Maar na het overlijden van zijn moeder in 1765 moest ook dit landgoed vanwege grote schulden worden verkocht. Vanaf 1765 huurde hij Ter Borch in Eelde van de schulte van Eelde Dubbelt Willinge en bleef daar wonen, waarschijnlijk tot circa 1798.
De levenswandel van de gedeputeerde Nijsingh bleef niet onopgemerkt bij de bevolking van Eelde gelet op de tekst van dit spotliedje:
Eelde is een plaats van Weelde
men leeft zonder zorg
en trouwt op de borg
dan slaapt men bij
tot last van de diaconij
De patriot Carel de Vos van Steenwijk karakteriseerde de gedeputeerde Nijsingh in 1787 als een oud uitgeleefd man, die haast geen bestaan heeft en blindelings volgt.